# Tagra
La tagra est un plat de poisson qui vient des villes de Tanger et de Tétouan, ou plus communément, des villages du nord-ouest du Maroc.
Le terme désigne un plat ovale en terre cuite dans lequel sont cuites, au four, différentes variétés de poissons, dont les anchois et les sardines. À l'origine, la tagra était un plat de pêcheurs.